# Natalia Pawlowna Paley

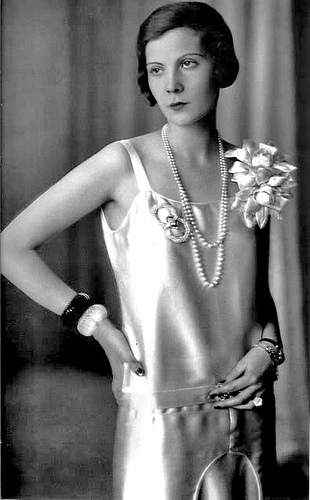
Natalia Pawlowna Paley

Natalia Pawlowna Fürstin Paley, Gräfin von Hohenfelsen (russisch Наталья Павловна Палей; * 5. Dezember 1905 in Paris; † 27. Dezember 1981 in New York City) war eine russische Mode-Ikone und Schauspielerin sowie eine Cousine des letzten russischen Zaren Nikolaus II.

## Leben
Natalia war die Tochter von Großfürst Pawel Alexandrowitsch Romanow (1860–1919) und seiner zweiten Ehefrau Olga von Pistohlkors (1865–1929), spätere Gräfin von Hohenfelsen und Fürstin Paley. Sie wuchs zusammen mit ihrer Schwester Irina Pawlowna (1903–1990) in Paris auf.
Durch die erste Ehe ihres Vaters hatte Natalia zwei ältere Halbgeschwister, Maria Pawlowna Romanowa und Dmitri Pawlowitsch Romanow. Dieser war für die Ermordung des Wanderpredigers Rasputin mitverantwortlich. 1914 wurde ihrer Familie erlaubt, wieder in Russland zu leben. Nach der Oktoberrevolution wurde das Vermögen der Romanows beschlagnahmt und viele Familienmitglieder im Alexanderpalast unter Hausarrest gestellt, darunter auch Großfürst Pawel Alexandrowitsch Romanow mit seiner Familie. Ihr Bruder, Wladimir Pawlowitsch, wurde nach Alapajewsk gebracht, wo er später zusammen mit anderen Mitgliedern der Familie Romanow von der Tscheka ermordet wurde. Ihr Vater wurde 1919 in der Peter-und-Paul-Festung von Bolschewiken erschossen. Natalia floh 1920 mit ihrer Mutter und ihrer Schwester über Finnland nach Frankreich.

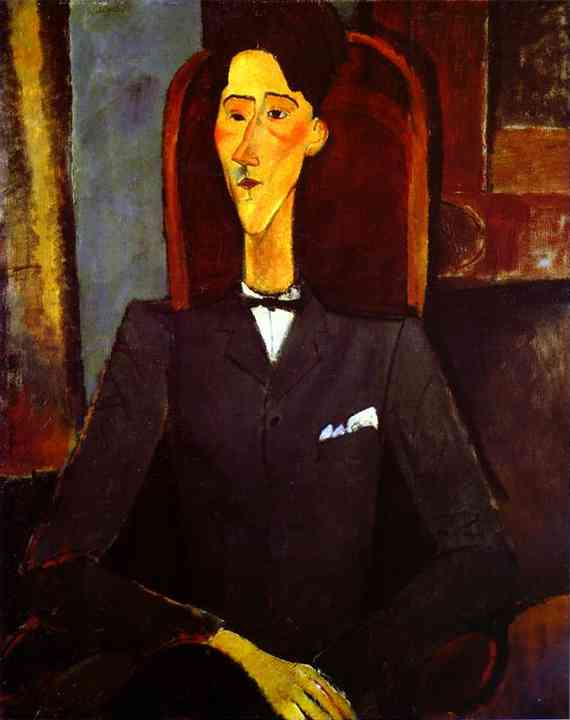
Amedeo Modigliani: Porträt von Jean Cocteau, Öl auf Leinwand, 1916

Am 16. August 1927 heiratete sie den französischen Modedesigner und Kriegshelden Lucien Lelong (1889–1958). Die Ehe wurde am 24. Mai 1937 geschieden, nachdem sie vom bisexuellen Schriftsteller Jean Cocteau schwanger wurde. Am 8. September 1937 heiratete sie in zweiter Ehe den Theaterproduzenten John-Chapman Wilson (1899–1961), der ein ehemaliger Geliebter von Cole Porter war, und ließ sich mit ihm in Manhattan nieder.
Während der Ehe arbeitete sie eine Zeitlang als Mannequin für das Unternehmen ihres Mannes. Zwischendurch drehte sie in Europa mehrere Kinofilme unter Sir Alexander Korda (Das private Leben des Don Juan, 1931) und Marcel L’Herbier (L’epervier, 1933).
Kurz darauf kehrte sie in die USA zurück, wo sie 1935 unter Regie von George Cukor im Film Sylvia Scarlett mitspielte. Während der Dreharbeiten lernte Natalia Katharine Hepburn kennen, deren Freundschaft ein Leben lang hielt. Danach arbeitete sie wieder in der Modebranche zusammen mit dem französisch-amerikanischen Modeschöpfer Mainbocher, geboren als Main Rousseau Bocher.
In Erich Maria Remarques postum autobiographisch gefärbtem Roman Schatten im Paradies erscheint sie als Natascha.
Am 27. Dezember 1981 starb sie in New York City; sie wurde in Ewing, New Jersey, begraben.

## Name in verschiedenen Lebensphasen
- 1905–1927 Natalia Pawlowna, Gräfin von Hohenfelsen
- 1915–1927 Natalia Pawlowna, Fürstin Paley
- 1927–1937 Natalia Pawlowna Lelong
- 1937–1981 Natalia Pawlowna Wilson